# BuscoUnChollo.com
BuscoUnChollo.com es una agencia de viajes en línea española, especializada en la comercialización de paquetes turísticos flash a precios reducidos y por tiempo limitado. Fundada en 2010 por Rafael Fuertes, la compañía forma parte del grupo Viajes Para Ti S.L.U., que también administra plataformas como Esquiades.com y Amimir.com.

## Historia
En 2010 se lanza BuscoUnChollo.com por Rafael Fuertes, enfocada en ofrecer viajes económicos aprovechando excedentes de oferta en el mercado turístico. En 2012, la aplicación para iPhone alcanza el puesto número 1 en la categoría de viajes de la App Store.
En 2014, la aplicación de Android supera las 500,000 descargas en Google Play. En 2018, más de 428,000 personas confían en la plataforma para organizar sus viajes. En 2019, la compañía alcanza una facturación cercana a los 100 millones de euros, evidenciando un crecimiento del 13% respecto al año anterior.
En 2020, BuscoUnChollo.com, parte del grupo Viajes Para Ti, invierte 13 millones de euros en activos hoteleros en destinos como Boí Taüll. En 2022, la plataforma recibe el galardón a la Mejor Gestión de Redes Sociales en los premios eAwards.
En 2023, se gestionan 300,000 viajes, reafirmando la relevancia de la empresa en el sector. En 2024 la plantilla se amplía a 135 empleados y se anuncian planes de expansión internacional, incluyendo la creación de 70 nuevos puestos de trabajo.

## Servicios
BuscoUnChollo.com ofrece una de paquetes turísticos diseñados para satisfacer diversas necesidades, entre las que se incluyen:
- Escapadas de fin de semana
- Vacaciones en la playa y en la montaña
- Viajes internacionales

El modelo de negocio se basa en la venta flash, en el que las ofertas están disponibles por un período limitado, permitiendo a los usuarios acceder a precios altamente competitivos.